# Dorcasomins
Els dorcasomins (Dorcasominae) són una  subfamília de coleòpters crisomeloïdeus dins de la família dels cerambícids. Comprèn uns 55 gèneres d'escarabats de potes llargues, generalment de color marró amb llargues antenes. Són molt similars al grup Lepturinae.
No es té constància que es trobin a Europa, però una o dues espècies es troben en la part asiàtica de Turquia.

## Tribu i gèneres
Comprèn les tribus Apatophysini i Dorcasomini.
- Gèneres:

Acapnolymma - Aedoeus - Afroartelida - Anthribola - Antigenes - Apatophysis - Apheledes - Apiocephalus - Appedesis - Ariastes - Artelida - Barossus - Boppeus - Borneophysis - Capetoxotus - Capnolymma - Catalanotoxotus - Criocerinus - Dorcasomus - Dorcianus - Dotoramades - Dysmathosoma - Eccrisis - Echarista - Enthymius - Gaurotinus - Harimius - Icariotis - Kudekanye - Lepturastra - Lingoria - Logisticus - Lycosomus - Mastododera - Megasticus - Musius - Myiodola - Otteissa - Pachysticus - Paralogisticus - Paratophysis - Paratoxotus - Peithona - Phithryonus - Planisticus - Pseudogenes - Pyllotodes - Raharizonina - Ramodatodes - Rhagiops - Sagridola - Scariates - Scopanta - Stenotsivoka - Stenoxotus - Suzelia - Tomobrachyta - Toxitiades - Trichroa - Tsivoka - Villiersicus - Xanthopiodus